# Wheelmap.org
Wheelmap.org — онлайн карта, которая позволяет находить и отмечать места, доступные для маломобильных (колясочников, пожилых людей, родителей с детскими колясками и т. п.). Карта была создана на основе данных OpenStreetMap в 2010 году по инициативе Рауля Краутхаузена и некоммерческой организации «Sozialhelden» (Социальные Герои).
На карте помечены здания, вокзалы и общественные туалеты, оборудованные для маломобильных (инвалидов-колясочников). Контент доступен на сайте и на мобильной платформе (iOS, Android). Проект награжден World Summit Awards.

## Система светофора
Пользователи просто маркированы в соответствии с системой светофора:
| Grün |                                            | полностью безбарьерные объекты | * вход: доступен въезд                                       |
| Grün | Зелёный:                                   | полностью безбарьерные объекты | * помещения: без ступеней                                    |
| Grün | * туалет (если есть): туалет для инвалидов | полностью безбарьерные объекты |                                                              |
|      |                                            |                                |                                                              |
| Gelb |                                            | частично безбарьерный объект   | * вход: имеет порог или ступень не выше 7 см (ширина ладони) |
| Gelb | Жёлтый:                                    | частично безбарьерный объект   | * помещения: основные важные комнаты доступны                |
| Gelb | * туалет (если есть): не приспособлен      | частично безбарьерный объект   |                                                              |
|      |                                            |                                |                                                              |
| Rot  |                                            | не приспособлена для колясок   | * вход: имеет ступень выше 7 см                              |
| Rot  | Красный:                                   | не приспособлена для колясок   | * помещения: основные комнаты не доступны                    |
| Rot  | * туалет (если есть): не приспособлен      | не приспособлена для колясок   |                                                              |

Серый цвет означает отсутствие информации об объекте.